# Пат Куин
Патрик Джоузеф „Пат“ Куин (на английски: Patrick Joseph „Pat“ Quinn) е 41-ви губернатор на щата Илинойс и член на Демократическата партия. Куин става губернатор на щата Илинойс на 29 януари 2009 година, когато предишният губернатор Род Благоевич е освободен от длъжност.